# Somfay Elemér
Somfay Elemér (Budapest, 1898. augusztus 28. – Budapest, 1979. május 15.) magyar ezüst érmes olimpikon, az atlétika ötpróba sportágában. Hivatásos katona, ezredes, edző, sportvezető, szakíró. Vezetéknevét Stromfeld-ről magyarosította Somfay-ra.

## Pályafutása
Kitüntetéssel végzett a bécsújhelyi Mária Terézia Akadémián, Olaszországban harcolt az első világháborúban. Kitüntetéseinek száma tizenegy. Egy súlyos sebesülésből felépülve csak későn, huszonkét évesen kezdett atletizálni (öttusa, tízpróba, gátfutás, távolugrás, hármasugrás). 1920-tól a Magyar AC (MAC), a Magyar Atlétikai Club/Ludovika Akadémia Sportegyesület keretében versenyzett. 24 évesen már a 200 m-es gátfutás bajnoka. 1922-1930 között tízszer nyert 200 és 400 méter gátfutásban, ötször távolugrásban, egyszer ötpróbában és négyszer tízpróbában. A bajnokok bajnokának nevezték, összesen 972 versenyen győzött. 1928-ban Achilles-ínszakadást szenvedett, de egy év múlva újra a pályán volt. 1941–1944 között a budapesti M. kir. „Toldi Miklós” Honvéd Központi Testnevelési Intézet parancsnoka, tiszteletbeli öttusaelnök és a Magyar Atlétikai Szövetség szövetségi kapitánya volt. Kitelepítését követően, 1958-ig a Bp. Spartacus edzője. 1979-től a 400 m-es gátfutó számát Somfay Elemér emlékversenyként rendezik.

## Magyar atlétikai bajnokság
- A 22., az 1922-es magyar atlétikai bajnokságon aranyérmes
  - 200 m-es gátfutásban (26 sec),
  - hármasugrásban (13,90 m),
  - 4 × 400 m-es váltófutásban (3:33),
- A 23., az 1923-as magyar atlétikai bajnokságon
  - 200 m-es gátfutásban (26,4 sec),
  - 400 m-es gátfutásban (57,4 sec),
  - 4 × 400 m-es váltófutásban (3:26,9)
- A 24., az 1924-es magyar atlétikai bajnokságon
  - ötpróbában (8),
  - 200 m-es gátfutásban (26,4 sec),
  - 400 m-es gátfutásban (57 sec),
  - hármasugrásban (14,05 m),
- A 25., az 1925-ös magyar atlétikai bajnokságon
  - 400 m-es gátfutásban (58,2 sec),
- A 26., az 1926-os magyar atlétikai bajnokságon
  - tízpróba (6845,405),
  - 400 m-es gátfutásban (57,4 sec),
  - hármasugrásban (14,03 m),
- A 27., az 1927-es magyar atlétikai bajnokságon
  - tízpróba (7104,17),
  - 400 m-es gátfutásban (57,2 sec),
  - hármasugrásban (14,03 m),
- A 29., az 1929-es magyar atlétikai bajnokságon
  - tízpróba (6549,16),
  - 400 m-es gátfutásban (56,8 sec),
- A 30., az 1930-as magyar atlétikai bajnokságon
  - tízpróba (7108,995),
  - 200 m-es gátfutásban (25,4 sec),

### Legjobb eredményei
1921-1930 között 10-szeres országos csúcstartó. 1924-1929 között 4-szeres magyar válogatott. 1925-ben hármasugrásban 14,28 m-rel angol bajnok.
- 1921-ben hármasugrásban 14,51 m,
- 1925-ben 200 m gáton 25,5 mp, valamint távolugrásban 7,16 m,
- 1930-ban 400 m gáton 56,3 mp,

### Olimpiai játékok
Az 1924. évi nyári olimpiai játékok atlétikai sportágában, az ötpróbába (ötpróba: távolugrás (6,77 m), gerelyvetés (52,07 m), 200 m-es síkfutás (23,4 sec), diszkoszvetés (37,76 m), 1500 m-es síkfutás (4:48,4) versenyszámában 2. helyezett. Tízpróbában is elindult, de nem fejezte be a versenyt.
Az 1932. évi nyári olimpiai játékokon öttusában (bár a lovaglásban bukott) 7. helyen végzett.

## Írásai
Több atlétikai cikk, tanulmány és könyv szerzője.
Somfay Elemér: Atlétika és tréningje - Helios-nyomda, Budapest 1929.
Somfay Elemér: Elmélkedés a modern pentatlonról